# Henry Williamson
Henry Williamson (* 1. Dezember 1895 in London; † 13. August 1977 ebenda) war ein britischer Schriftsteller. In Deutschland nahezu unbekannt, erfreut sich ein Teil seines Werkes in England, besonders Naturromane wie Tarka der Otter (ins Deutsche übersetzt) und Salar the Salmon, großer Beliebtheit.

## Leben und Werk
Williamson wurde 1895 im Londoner Stadtteil Brockley geboren. Die ländliche Gegend, in der er aufwuchs, führte dazu, dass er in der Kindheit eine Liebe zur Natur entwickelte, die sein literarisches Werk stark beeinflussen sollte.
Der Erste Weltkrieg erschütterte ihn und machte ihn zum Pazifisten. Auch diese Eindrücke fanden Eingang in sein Werk, vor allem in A Chronicle of Ancient Sunlight (1951–1969), einer Buchreihe, die das Leben der fiktiven Person Philip Maddison, einer Art Alter Ego, von Geburt an schildert und eine Art Autobiografie des Autors ist.
1927 erschien sein bis heute bekanntestes Buch, Tarka the Otter. Für das Werk erhielt er 1927 den Hawthornden-Preis. Die Geschichte wurde 1979 erfolgreich verfilmt; sein Sohn Harry schuf 1988 zusammen mit Anthony Phillips (bekannt als ursprünglicher Gitarrist bei Genesis) eine Suite für Orchester und Gitarren, die auf dem Buch basiert.
1935 besuchte Williamson den Reichsparteitag der NSDAP in Nürnberg und wurde von der Hitlerjugend beeindruckt (er schrieb davon in The Phoenix Generation, 1936). Er wurde ein lebenslanger Verehrer von Hitler. 1937 wurde er Mitglied der britischen faschistischen Partei British Union of Fascists, die von Oswald Mosley geführt wurde.
Bei Kriegsbeginn wurde er wegen seiner faschistischen Ansichten für kurze Zeit nach den nationalen Schutzmaßnahmen "Regulation 18B" interniert.
Williamson veröffentlichte insgesamt über fünfzig Bücher, von denen die meisten heute in Vergessenheit geraten sind. Er starb im August 1977 an Altersdemenz und wurde in Georgeham, Devon, bestattet. Im Jahr 1980 wurde eine Henry Williamson Society gegründet.

## Werke (Auswahl)
- 1922: The Lone Swallows
- 1927: Tarka The Otter (dt. 1947)
- 1930: The Patriot's Progress
- 1951–1969: A Chronicle of Ancient Sunlight (eine 15-bändige fiktionale Autobiographie, stellt das Leben von Phillip Maddison dar)